# Las Vegas Philharmonic
Das Las Vegas Philharmonic ist ein in Las Vegas beheimatetes Sinfonieorchester. Es wurde 1998 begründet.

## Beschreibung
Das Las Vegas Philharmonic geht zurück auf eine Initiative der Musikliebhaber Susan und Andrew Tompkins und des Dirigenten  Harold Leighton Weller, der 1998 auch der erste Leiter des Orchesters wurde. Als Spielstätte diente zunächst die Artemus W. Ham Concert Hall auf dem Campus der University of Nevada, Las Vegas. Seit 2012 ist das Las Vegas Philharmonic im Smith Center for the Performing Arts im Zentrum vom Las Vegas beheimatet. 

## Leitung
| Bild | Bild | Name (Lebensdaten)              | Herkunftsland      | Amtszeit  |
| ---- | ---- | ------------------------------- | ------------------ | --------- |
| 1    |      | Harold Leighton Weller (* 1941) | Vereinigte Staaten | 1998–2007 |
| 2    |      | David Itkin (* 1957)            | Vereinigte Staaten | 2007–2014 |
| 3    |      | Donato Cabrera (* 1973)         | Vereinigte Staaten | seit 2014 |